# Mausoleo del Sheikh Zaynudin
El Mausoleo del Sheikh Zaynudin se encuentra en Taskent, Uzbekistán. 
El Sheikh Zaynudin fue un escritor y divulgador de la orden sufí conocida como Suhrawardi. La fecha exacta de su nacimiento es desconocida. Se cree que el jeque Zaynudin murió cuando él tenía 95. Podría decirse que era un hijo del fundador de la orden Suhrawardi, Diya al-Din Abu 'n-Najib as-Surawardi (1097-1168), quien envió a su hijo Sheikh Zaynudin a Tashkent a difundir las ideas de su orden. Se dice que el Sheikh Zaynudin ha sido trasladado a un cementerio de la aldea de Orifon de la Puerta Kukcha (ahora en Tashkent).
El mausoleo fue construido en el siglo XIV, y reconstruido a finales del siglo XIX. Sus dimensiones son: 18 x 16 metros y 20,7 metros de altura. 

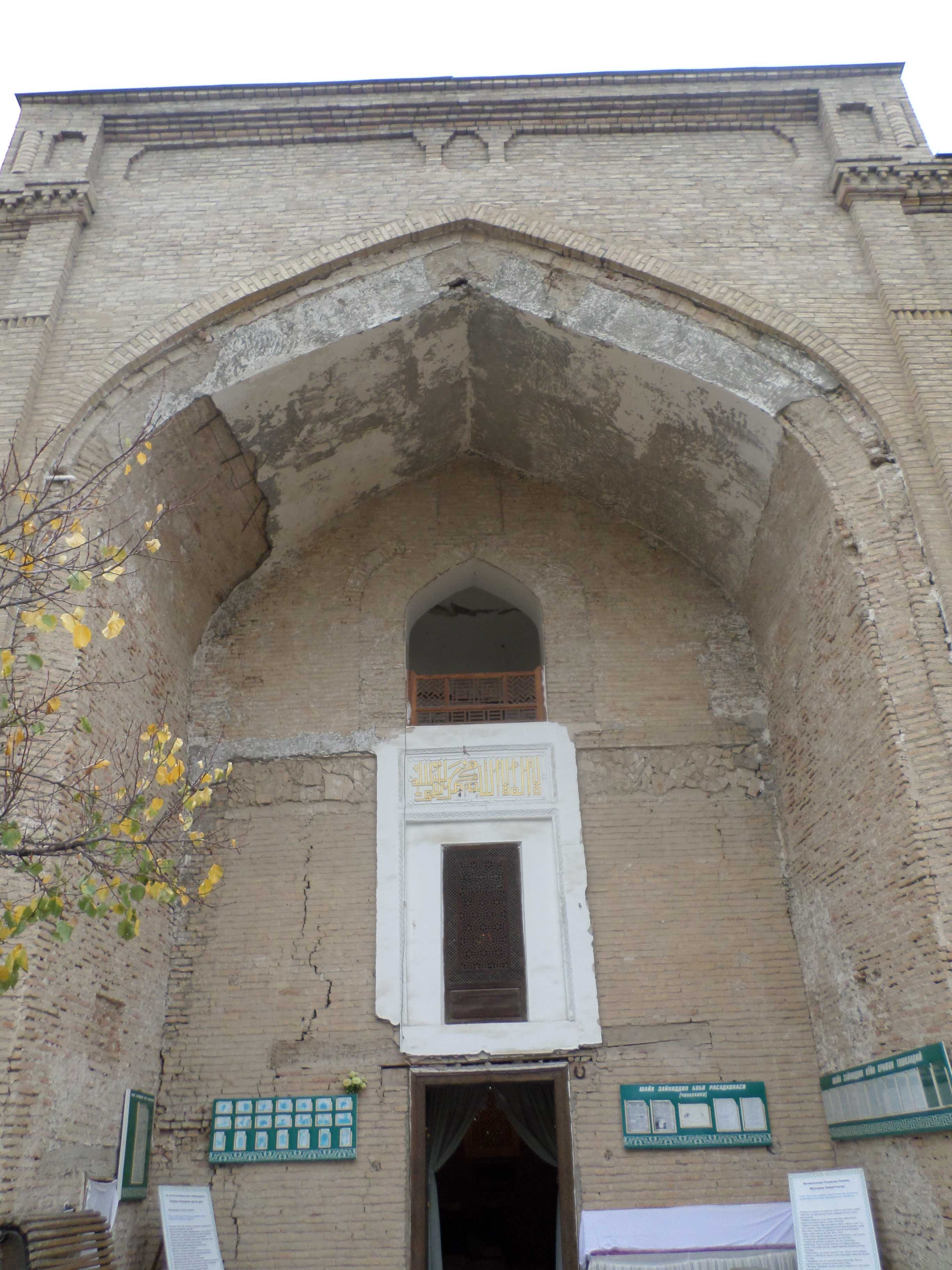
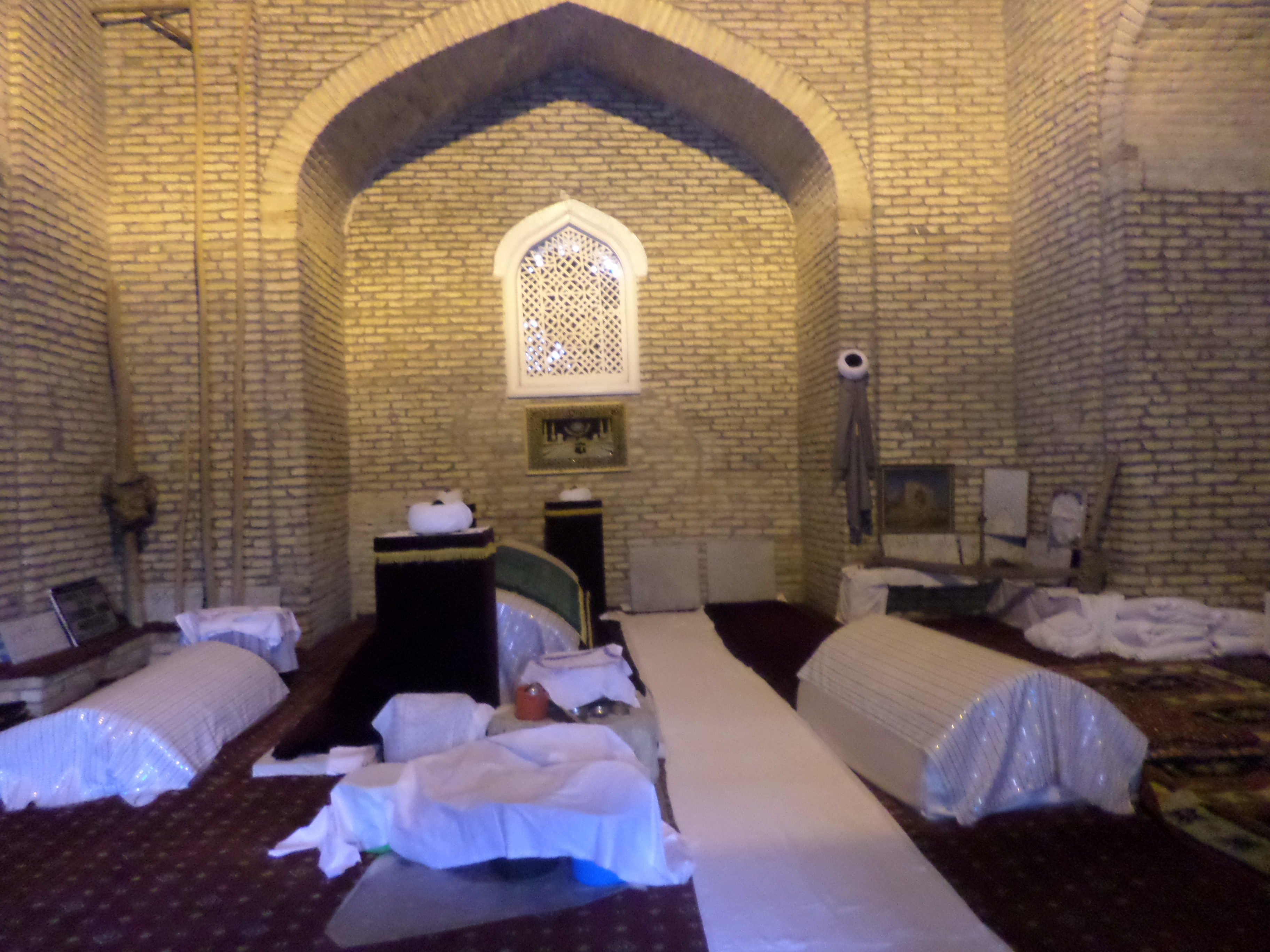
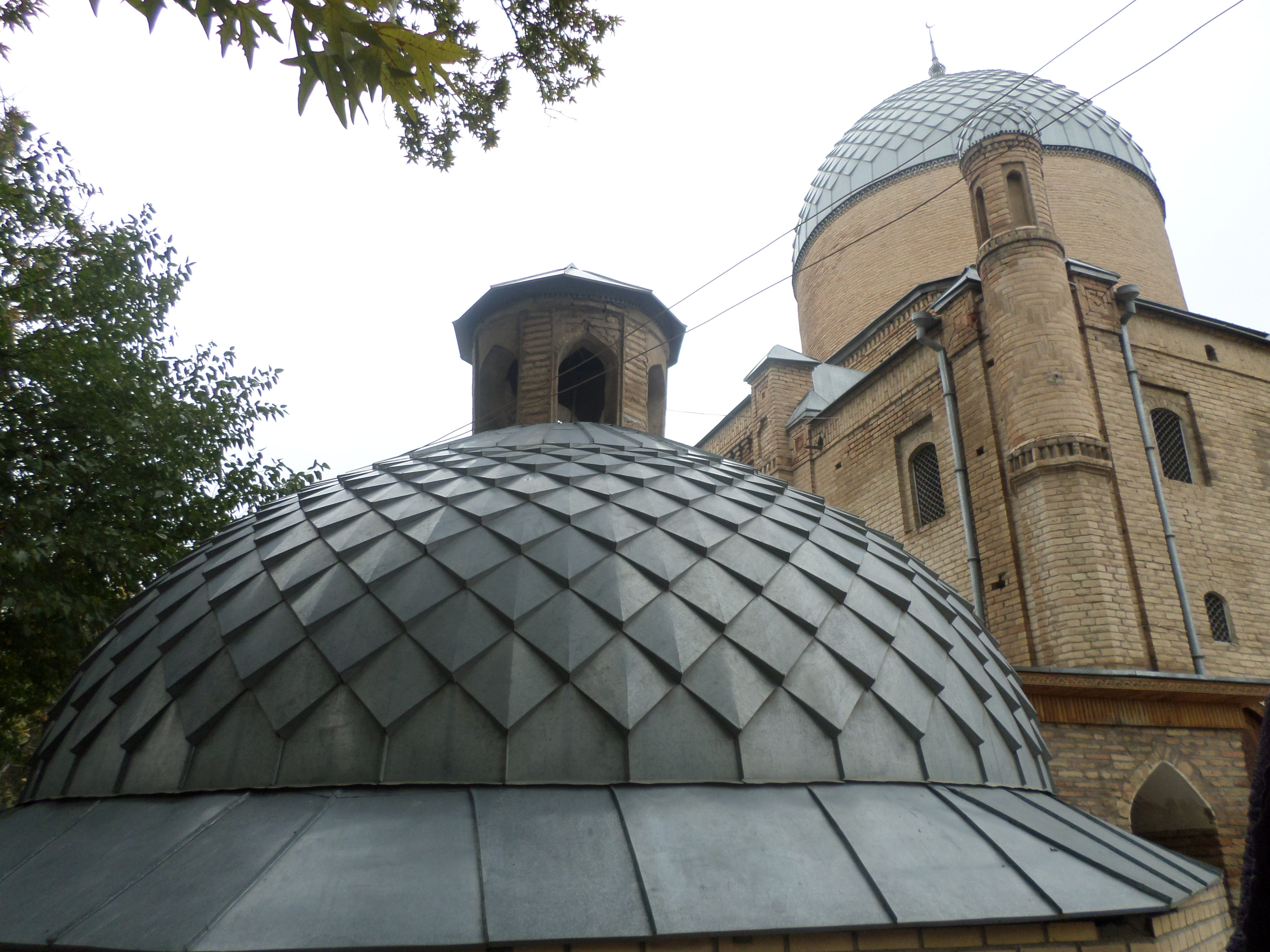